# Blason de Jaraguá do Sul

Blason de Jaraguá do Sul.

Le blason de la municipalité brésilienne de Jaraguá do Sul est l'un des symboles officiels de la ville. Il fut institué le 29 novembre 1968.
Le blason est surmonté d'une couronne de composée de cinq tours qui représentent la grandeur de la cité. 
Une croix rappelant la foi chrétienne divise l'écu en quatre parties : 
- dans le premier quart, une vallée fertile parcourue par des cours d'eau et surmontée d'une étoile représente le siège la municipalité ;
- dans le second quart, un colon portant une bêche sur l'épaule évoque le travail et la richesse agricole ;
- le troisième quart symbolise le parc industriel de la municipalité ;
- enfin, le quatrième quart rend hommage aux colons qui fondèrent la cité, avec un lion, extrait du blason de la Belgique (d'où était originaire le fondateur de la municipalité), et un aigle, extrait du blason de l'Allemagne (qui rappelle les premiers colons européens qui s'installèrent dans la région)[1].